# Pan
Pan（パン）は、GNOMEデスクトップのニュースリーダー。オフライン読み取り、複数のサーバ、複数の接続、高速（インデックス付き）記事ヘッダーフィルタリング、およびuuencode、yEnc、base64でエンコードされたマルチパート添付ファイルの一括保存をサポートする。一般的な形式の画像はインラインで表示することができる。Panは、Linux、FreeBSD、NetBSD、OpenBSD、OpenSolaris、およびWindowsで利用できる無料のソフトウェアである。
Panは、その豊富な機能から人気がある。また、ニュースリーダー向けのGood Netkeeping Seal of Approval 2.0の標準に合格している。

## 名前の由来
Panは元々Pimp-ass Newsreaderの頭字語である。Panの人気が出るにつれて、フルネームは使われなくなり、プログラムと公式サイトから削除された。

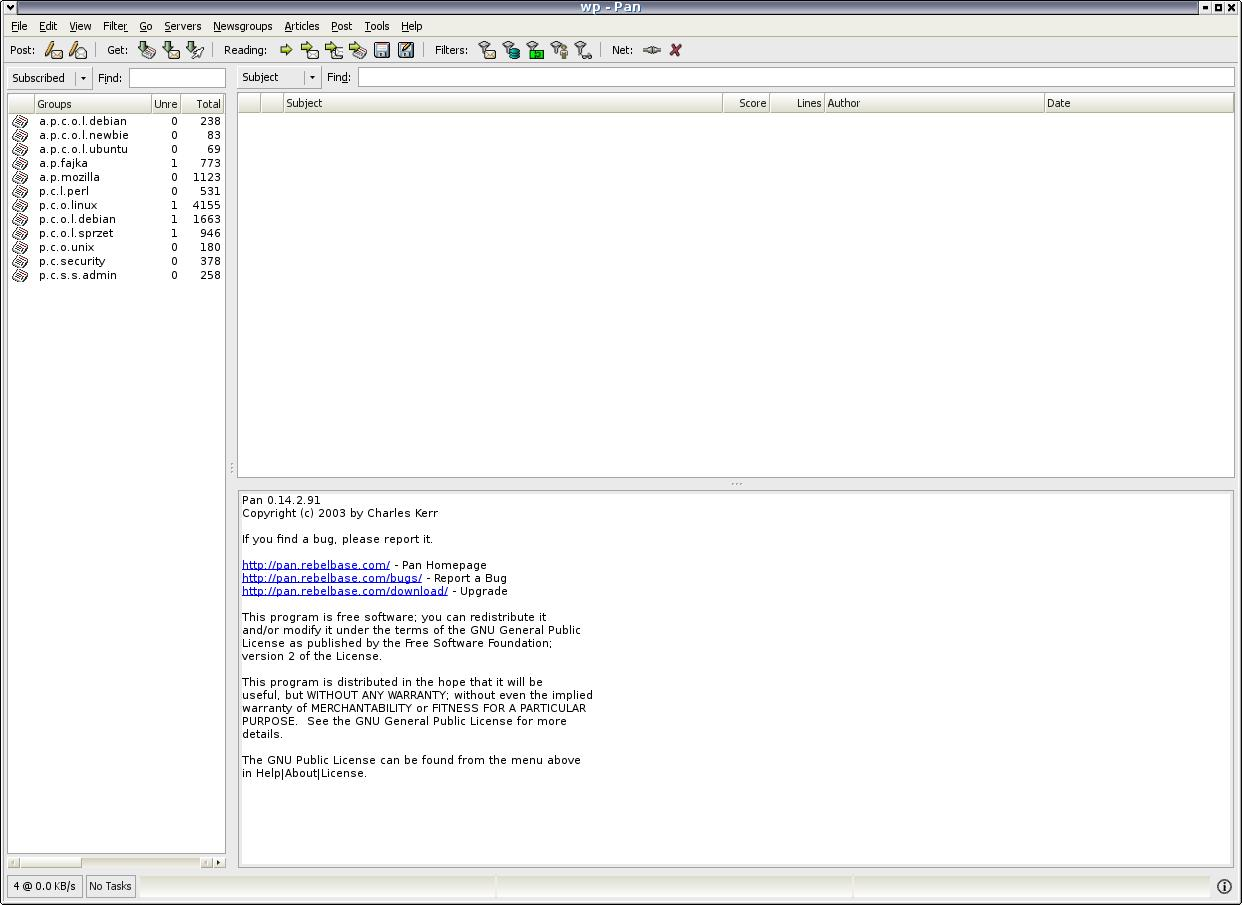
Pan 0.14.2.91